# Pancerzowce
Pancerzowce, skorupiaki wyższe (Malacostraca) – gromada najwyżej uorganizowanych skorupiaków (Crustacea).

## Opis
Większość to skorupiaki średnie i duże, ale rozmiary wahają się od kilku milimetrów do około 3 metrów (razem z odnóżami) u Macrocheira kaempferi. Ciało zbudowane jest z pięciu segmentów głowowych, ośmiu tułowiowych i zwykle sześciu odwłokowych, jednak u liścioraków segmentów odwłokowych jest siedem, a u Lophogastrida szósty i siódmy segment zrastają się w jeden. U pancerzowców właściwych ciało dzieli się na głowotułów, tułów i odwłok, u liścioraków zaś na głowę, tułów i odwłok. U większości gatunków występuje karapaks, okrywający głowę i część segmentów tułowiowych. Przód karapaksu jest wówczas wyciągnięty w rostrum, a część nakrywająca tułów może być wolna lub zrośnięta z różną liczbą jego segmentów. Karapaks może być jednak szczątkowy lub w ogóle nie występować. U większości pierwsza para czułków ma dwa biczyki. Protopodit drugiej pary czułków jest złożony z 2 lub 3 członów, a jej egzopodit krótki, łuskowaty lub zredukowany. Oczy mogą być siedzące lub słupkowate. Żuwaczki są zwykle silnie rozwinięte i zarówno one jak i szczęki wyposażone są w głaszczki. Odnóża odwłokowe występują zwykle na wszystkich segmentach, ale ich liczba może być silnie zredukowana np. tylko dwie pary u Bathynellacea i Stygocarida.
Skorupiaki te mają mózg zawsze podzielony na przodomóżdże, śródmóżdże i tyłomóżdże. Odznaczają się silnie rozwiniętym układem krwionośnym. Jelito przednie wykształcone jest w żołądek żująco-filtrujący. Parzyste otwory płciowe leżą u samców na ósmym, a u samic na 6 segmencie tułowia, rzadko przesunięte są na biodra odnóży wymienionych segmentów.

## Biologia i ekologia
Należą tu formy słonowodne, słodkowodne i lądowe, a także symbionty, komensale i pasożyty. Większość jest rozdzielnopłciowa, tylko niektóre pasożyty są obojnakami. U większości występuje rozwój prosty, u pozostałych pojawia się stadium larwalne w postaci żywika lub pływika.

## Systematyka
Należy tu blisko 40 tysięcy opisanych gatunków. Podział do rangi rzędu przedstawia się następująco:
- podgromada: Phyllocarida – liścioraki[5]:
  - †Archaeostraca
  - †Canadaspidida
  - †Hoplostraca
  - †Hymenostraca
  - Leptostraca – cienkopancerzowce
- podgromada: Hoplocarida – hoplitowce[6]:
  - †Aeschronectida
  - †Palaeostomatopoda
  - Stomatopoda – ustonogi
- podgromada: Eumalacostraca – pancerzowce właściwe:
  - nadrząd: Syncarida – zbornoraki
    - Anaspidacea
    - Bathynellacea

  - nadrząd: Peracarida – torboraki[7]
    - Amphipoda – obunogi
    - Bochusacea
    - Cumacea – pośródki
    - Isopoda – równonogi
    - Lophogastrida
    - Mictacea
    - Mysida
    - † Pygocephalomorpha
    - Spelaeogriphacea
    - Stygiomysida
    - Tanaidacea – kleszczugi, odsiężnice
    - Thermosbaenacea

  - nadrząd: Eucarida – raki właściwe
    - Euphausiacea – szczętki
    - Amphionidacea
    - Decapoda – dziesięcionogi